# 北沢薫
北沢 薫（きたざわ かおる、1976年8月29日 - ）は、日本の少女漫画家。埼玉県出身。女性。既婚である。
1997年の「りぼん初夏のびっくり大増刊号」（集英社）に掲載された『愛の神様　恋の天使』（あいのかみさま こいのてんし）でデビュー。代表作は『E系☆ハイブリッドガール!』『Ya-Ya-yahがやってくる!』。

## 関連書籍
いずれもりぼんマスコットコミックス（集英社）
- りぼん新人まんが家デビュー作集14 愛の神様 恋の天使 他4編
  - 1997年12月14日 ISBN 9784088560571
- コンビニ★クライシス（全1巻）
  - 1998年12月12日 ISBN 9784088561189
    - 併録:リアルな恋の条件、天然ロマンス宣言、今すぐ逢いたい抱きしめたい、愛の神様 恋の天使（デビュー作）
- 恋愛麻酔（全1巻）
  - 2001年3月20日 ISBN 9784088562674
    - 併録:16ヴィーナス、あなたが世界一!、電撃Myブーム!!
- 38℃（全1巻）
  - 2002年3月20日 ISBN 9784088563619
    - 併録:解放迷路、天国 in 監獄、冬のアクエリアス
- 最強バトラリズム（全1巻）
  - 2003年4月20日 ISBN 9784088564548
    - 併録:ピュアピュア・ラブモーション、ルリルリ・ラブモーション、特攻☆天使、ゴージャス戦隊カリスマIII、彼氏攻略法
- E系☆ハイブリッドガール!（全2巻）
  - 1巻 2004年9月20日 ISBN 9784088565637
    - 第1話 - 第3話収録、併録:番外編1話、プリキュー☆GO!ジャス、禁断Aカップ×××

  - 2巻 2005年3月20日 ISBN 9784088565965
    - 第4話 - 最終話（第8話）収録、併録:番外編1話
- Ya-Ya-yahがやってくる!（全2巻）
  - 1巻 2006年5月20日 ISBN 9784088566832
    - 連載1回 - 5回分収録、併録:番外編1話

  - 2巻 2006年6月20日 ISBN 9784088566894
    - 連載6回 - 10回（最終回）分収録、併録:番外編1話